# Proteste in Iran del 2011
Le proteste in Iran del 2011 si inseriscono nel contesto delle proteste inizialmente sviluppatesi nel Maghreb e nella regione mediorientale a seguito di un vertiginoso aumento dei prezzi dei generi alimentari a fine 2010.

## Disordini in diverse città iraniane

### Proteste sulla scia della rivolta egiziana
Il 14 febbraio, sull'onda di sommosse popolari in Egitto che hanno portato alle dimissioni il presidente Hosni Mubarak, scontri tra forze di sicurezza e dimostranti anti-governativi avvengono a Isfahan, nell'Iran centrale, mentre altre manifestazioni vengono organizzate nello stesso giorno dall'opposizione iraniana a Teheran e in altre città del paese.
Lo stesso 14 febbraio le autorità iraniane dispongono centinaia di arresti contro i dimostranti. Due sono i morti nelle manifestazioni avvenute a Teheran, dove migliaia di oppositori sono tornati a scendere in piazza dopo quasi 14 mesi. In occasione del funerale di una delle vittime si verificano incidenti tra la polizia e i contestatori. Gli organi di informazione iraniani dipingono la protesta come tra studenti islamici e "sostenitori della sedizione" e affermano che il giovane ucciso sia uno studente delle milizie Basiji, che ha appoggiato la polizia anti-sommossa contro le manifestazioni dell'opposizione. Slogan come "morte a Mussavi" e 'morte a Karrubi", leader dell'opposizione in Iran, vengono pronunciate da migliaia di sostenitori del regime, riuniti a Teheran per la preghiera collettiva del venerdì il 18 febbraio. Le autorità infatti promuovo in varie città, per screditare gli oppositori, manifestazioni di odio contro i capi dell'opposizione.
Due navi militari iraniane il 22 febbraio, la fregata Alvand e l'imbarcazione di rifornimento Kharg, in conseguenza della caduta del regime di Mubarak, attraversano il canale di Suez (per la prima volta dal 1979, data della Rivoluzione khomeinista) dirette in Siria. Israele definisce una "grave provocazione" l'ingresso nel mediterraneo delle navi iraniane.

### La repressione del regime
Dopo aver capeggiato il moto di protesta delle settimane precedenti, a fine febbraio i due leader dell'opposizione Karrubi e Mussavi vengono tradotti dalle rispettive case – dove si trovavano agli arresti domiciliari – in una località non precisata di Teheran (secondo alcuni il centro di detenzione di Heshmatiyeh) sotto il controllo dei Guardiani della rivoluzione. Il provvedimento ha lo scopo di inibire il moto di protesta che nei giorni precedenti aveva sviluppato accesi scontri in diverse città del paese.
Una manifestazione dell'opposizione organizzata per chiedere la liberazione dei leader dell'opposizione recentemente incarcerati il 1º marzo degenera in scontri tra manifestanti e polizia. Gli agenti ricorrono ai gas lacrimogeni (secondo alcuni anche a gas chimici) per allontanare i contestatori, dopo che le autorità avevano schierato migliaia di agenti per le strade della capitale per impedire la protesta.
Le autorità iraniane procedono a arresti e catture di oppositori, tra cui dieci persone che falsamente accusate di traffico di droga vengono per questo condannate all'impiccagione.
A inizio marzo una manifestazione non autorizzata dell'opposizione a piazza della Rivoluzione viene dispersa con l'ausilio dei gas lacrimogeni dalle forze di polizia iraniane. Nello stesso periodo, l'8 marzo l'ex presidente iraniano Akbar Hashemi Rafsanjani abbandona il posto di capo dell'Assemblea degli esperti (organismo composto da 86 membri con l'autorità di estromettere l'ayatollah, leader supremo dell'Iran) dopo essere stato accusato della sua eccessiva vicinanza all'opposizione riformista. Secondo gli analisti il rafforzamento degli integralisti all'Assemblea ha il risultato di cementare ulteriormente l'establishment riconducibile al regime.
Il governo iraniano protesta forti critiche per l'intervento in Bahrain delle forze saudite e per l'atteggiamento assunto da altri paesi suoi alleati nei confronti delle proteste scoppiate nell'arcipelago a maggioranza sciita.